# هیگلر کریک (آریزونا)
هیگلر کریک (به انگلیسی: Haigler Creek) یک منطقهٔ مسکونی در ایالات متحده آمریکا است که در شهرستان جیلا، آریزونا واقع شده‌است. هیگلر کریک ۴٫۱۷ کیلومتر مربع مساحت و ۵٬۵۲۳ نفر جمعیت دارد و ۱٬۵۹۷٫۱۷ متر بالاتر از سطح دریا واقع شده‌است.